# Stegosaurides
Stegosaurides excavatus is een plantenetende ornithischische dinosauriër, behorend tot de Thyreophora, die tijdens het vroege Krijt leefde in het gebied van de huidige Volksrepubliek China.
In 1953 benoemde de Zweedse paleontoloog Anders Birger Bohlin de typesoort Stegosaurides excavatus. De geslachtsnaam plakt achter de naam van de vermeende verwant Stegosaurus het Griekse ~eides, "-vormig". De soortaanduiding betekent "uitgehold" in het Latijn, een verwijzing naar diepe uithollingen, links en rechts, op de basisplaat van de stekel.
De soort is gebaseerd op twee wervellichamen, waarschijnlijk uit de rug, en de basis van een stekel. Deze specimina hebben geen gepubliceerd inventarisnummer maar maakten kennelijk deel uit van de collectie van het Institute of Vertebrate Paleontology te Beijing. Ze zijn in 1930 door Bohlin, in het kader van de grote Zweeds-Chinese expeditie onder leiding van Sven Hedin, opgegraven bij Hui-Hui-Pu, tussen de Hei-shan en Ku’an-t’ai-shan bergruggen, nabij Xinminbao, in het westen van de provincie Gansu, in een laag van de Xinminbaoformatie die dateert uit het Onder-Krijt.
De wervellichamen zijn ongeveer elf centimeter lang, wat wijst op een lichaamslengte van zo'n vier meter. Als de, kennelijk nogal langwerpige, stekel inderdaad bij de wervels hoort, is dit een sterke aanwijzing dat het gaat om een lid van de Stegosauria, in welke groep Bohlin de soort dan ook plaatste. De centra van de wervels zijn, hoewel op zich hoog, echter wat laag voor het soort afgeleide Stegosauridae die men in het Krijt zou verwachten, wat al direct na de publicatie door Bohlin de gedachte heeft opgeroepen dat die althans behoren tot een lid van de Ankylosauria. Dit wordt versterkt door een onzekerheid over de ouderdom van de lagen die ook wel in het Opper-Krijt worden geplaatst, toen stegosauriërs wellicht al waren uitgestorven. In lijsten is Stegosaurides daarom meestal opgevoerd als een ankylosauriër, zij het dan een nomen dubium. Tegen de status als ankylosauriër spreekt de gladde onderkant van de wervels.